# Федотов, Анатолий Васильевич
Анатолий Васильевич Федотов (27 февраля 1892 — 20 сентября 1938, Москва) — советский военный деятель, Комдив (17.01.1936 г.).

## Биография
Происхождение: Уроженец г. Варшава. Русский, из потомственных почетных граждан/дворян (семьи офицера; Черушевы). Православный.
Образование: Варшавский Суворовский кадетский корпус (1909 г.), Михайловское артиллерийское училище (1912 г.; по 1-му разряду), КУВНАС при Военной академии РККА им. М.В. Фрунзе (1928 г.).

### В РИА
В службе с 31.08.1909 г. Юнкер, Михайловское артиллерийское училище (1909-1912 г.). Выпущен из юнкеров подпоручиком во 2-й стрелковый артиллерийский дивизион (г. Радом) 2-й стрелковой бригады; Варшавский военный округ (ВП от 06.08.1912 г.; ст. 06.08.1910 г.). Младший офицер 3-й батареи (с 17.09.1912 г.). 
Участник Первой мировой войны (в строю дивизиона, с 21.09.1915 г. 2-й стрелковой артиллерийской бригады 2-й стрелковой дивизии); Юго-Западный и Румынский фронты. Капитан. В боях был ранен (1916 г.)

### В РККА
В Красной армии добровольно с января 1919 г. Участник Гражданской войны. Воевал против войск генералов Деникина, Врангеля и отрядов «батьки» Махно. В годы войны занимал должности: в 1919 г. — командира дивизиона 1-х Харьковских инструкторских артиллерийских курсов, начальника штаба артиллерии Харьковского укрепленного района, армии Сумского направления и 41-й стрелковой дивизии; в 1920 г. — командира дивизиона Харьковских артиллерийских курсов, командира 1-го легкого артиллерийского дивизиона Сводной дивизии курсантов.

### После Гражданской войны
После Гражданской войны на ответственных командных должностях и преподавательской работе в высших военно-учебных заведениях РККА. С мая 1921 г. — помощник начальника Харьковских артиллерийских курсов по административно-хозяйственной части. Участник подавления восстания крестьян на Тамбовщине — начальник артиллерии 6-го боевого участка войск Тамбовской губернии. С сентября 1921 г. до февраля 1923 г. — начальник 5-й Харьковской артиллерийской школы. С февраля 1923 г. — помощник начальника 4-й Киевской артиллерийской школы по учебно-строевой части. В октябре 1925 г. назначен начальником 1-й Ленинградской артиллерийской школы. В 1928 г. окончил КУВНАС при Военной академии имени М. В. Фрунзе. С мая 1929 г. — помощник, с ноября того же года — заместитель начальника Артиллерийского управления Главного управления РККА. В 1929 г. в течение трех с половиной месяцев находился в служебной командировке в Германии. В декабре 1930 г. прикомандирован к уполномоченному Наркомата по военным и морским делам при Наркомате внешней торговли СССР. С февраля 1931 г. — руководитель кафедры артиллерии Военной академии имени М. В. Фрунзе. С февраля 1934 г. — начальник оперативного факультета той же академии. Одновременно (по совместительству) — врид начальника кафедры оперативного искусства той же академии. В 1935 г. удостоен ученого звания «доцент». С сентября 1935 г. — начальник штаба Ленинградского военного округа. В июле 1937 г. зачислен в распоряжение Управления по командно-начальствующему составу РККА. В октябре того же года по политическому недоверию уволен в запас.

## Репрессии
Арестован 22 октября 1937 г. Военной коллегией Верховного суда СССР 20 сентября 1938 г. по обвинению в участии в военном заговоре приговорен к расстрелу. Приговор приведен в исполнение в тот же день.  

### Реабилитация
Определением Военной коллегии от 17 октября 1957 г. реабилитирован.

## Чины и звания
- Подпоручик (ВП от 06.08.1912 г.; ст. 06.08.1910 г.);
- Поручик (ВП от 31.08.1914 г.; ст. 06.08.1914 г.);
- Штабс-капитан;
- Капитан.
- Комдив (17.01.1936 г.)

## Награды
- Орден Святой Анны 4-й степени с надписью «За храбрость» (ВП от 04.03.1915 г.);
- Орден Святой Анны 3-й степени с мечами и бантом  (ВП от 23.02.1915 г.);
- Орден Святой Анны 2-й степени с мечами (ВП от 01.10.1915 г.);
- Орден Святого Станислава 2-й степени с мечами (ВП от 01.05.1915 г.);
- Орден Святого Владимира 4-й степени с мечами и бантом  (ВП от 11.12.1916 г.);
- Георгиевское оружие (ПАФ от 28.07.1917 г.).